# توماس ويليام آدامز
توماس ويليام آدامز (بالإنجليزية: Alfred Albert Thomas William Adams)‏ هو فلاح نيوزيلندي، ولد في 24 يونيو 1842، وتوفي في 1 يونيو 1919 في Greendale, New Zealand ‏ في نيوزيلندا.